# Несамовите
Несамови́те — одне з найвищих високогірних озер в Українських Карпатах (1750 м над рівнем моря). Розташоване в межах Надвірнянського району Івано-Франківської області. 
Лежить у межах Карпатського національного парку, в льодовиковому карі (впадині) на східних схилах гори Туркул (масив Чорногора).

## Загальний опис
Довжина озера 88 м, ширина 45 м. Глибина по всій площі коливається в межах 1—1,5 м. Льодовикового походження. Живиться переважно атмосферними опадами. Взимку замерзає. Дно біля південних берегів вкрите валунами, у північній частині поширені піщано-мулисті відклади. Південний і західний берег кам'янистий: на нього осипаються продукти розпаду скельного схилу. Поверхневого стоку озеро не має, але нижче моренного валу витікає декілька струмків — приток Прута.

## Флора і фауна

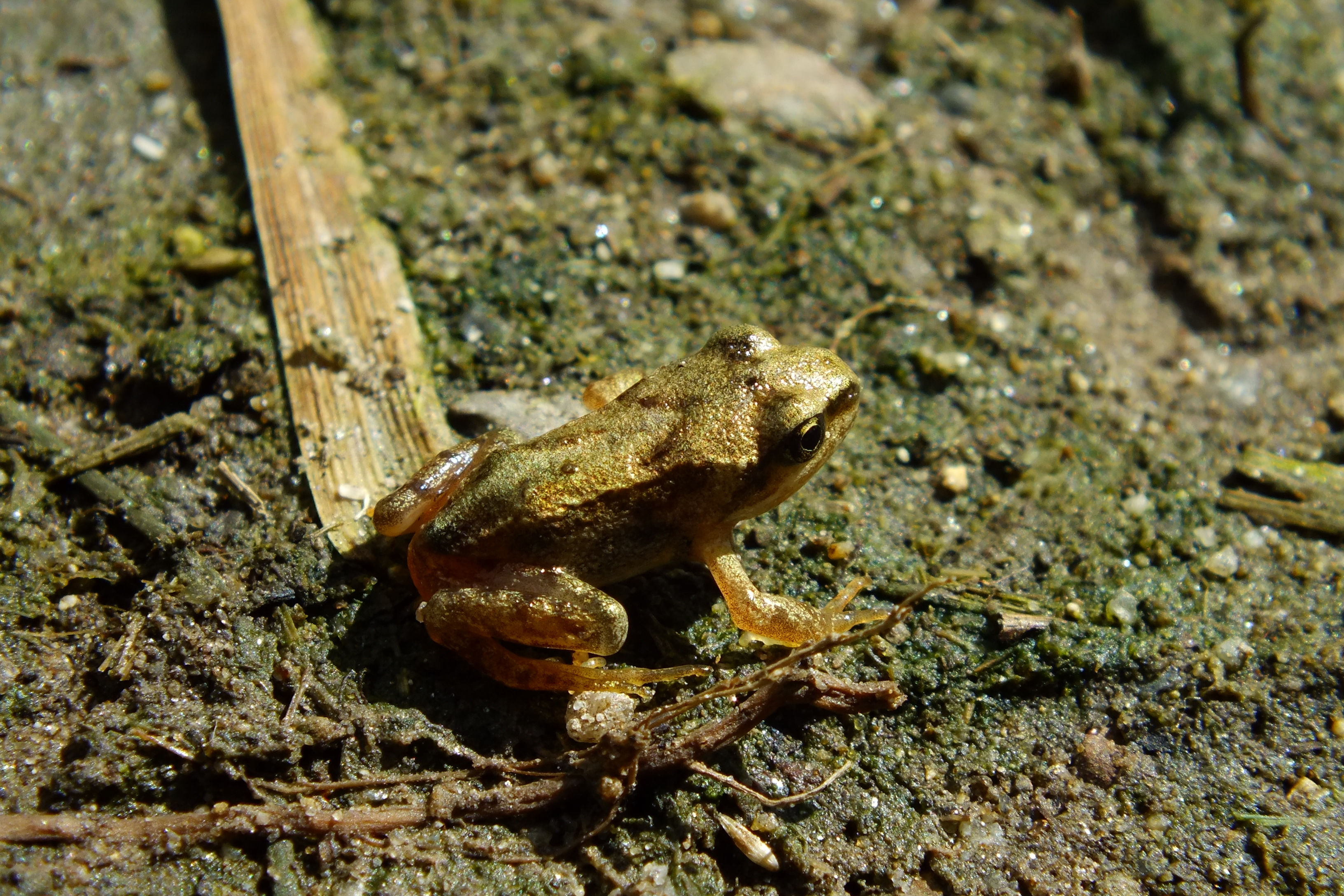
Жаба прудка біля озера Несамовите

Морена (шар породи, яку зібрав на своєму шляху льодовик) вздовж протилежного берега вкрита субальпійськими луками, тут ростуть гірська сосна (жереп) і ялівець. Несамовите в останні роки інтенсивно заростає осокою. У наші дні озерне ложе водойми вкрите осоково-сфагновою сплавиною на 40%. На місці зарослих частин озера формуються органогенні ґрунти.
У Несамовитому не водиться жоден вид риби, водночас тут визріває ікра і є пуголовки жаби прудкої і тритонів. Також тут тряпляється вид, внесений до Червоної книги,— жаба прудка (Rana dalmatica), яку в Україні попередньо пов'язували винятково з Притисянським районом, тритон карпатський і тритон альпійський.
У водоймі живуть дрібні ракоподібні видів Chydorus sphaericus, Alona sp., Daphnia longispina, Eucyclops speratus та Eudiaptomus vulgaris. Причому у біотопах сфагново-осокової літоралі (ділянки, що періодично підтоплюється) чисельність планктонних ракоподібних сягає до 35,2 тис. осіб на м. кв. В останні роки на озері Несамовитому зафіксовані наслідки глобальних змін клімату, що знайшли вираження, у тому числі, у «цвітінні» води. Причому збудником цього явища став рідкісний для України вид колоніальної водорості Bootryococcus terribilis Komarek et Matvan (Trebouxiophyceae, Chlorophyta).

## Екологічні проблеми

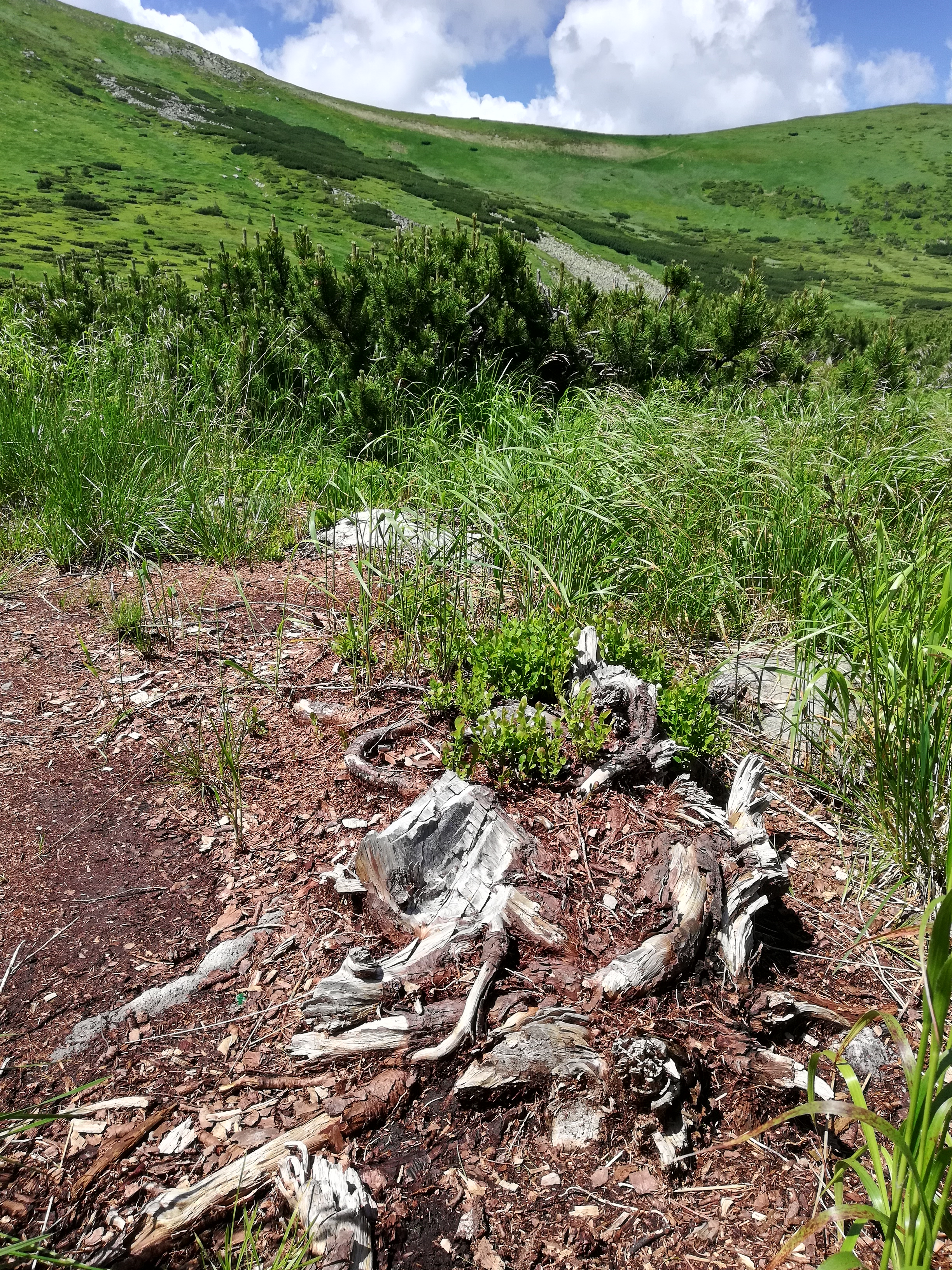
Вирубка жерепу туристами біля озера Несамовите

Унаслідок рекреаційного навантаження екологічна ситуація на озері Несамовитому досягла загрозливого стану і в разі подальшого ігнорування екологічних вимог водойма може деградувати. Основну небезпеку для озера становить вирубка сосни сланкої — жерепу, розведення вогнищ (на околицях Несамовитого є десятки згарищ), розкладення наметів, масове засмічення території, купання, витолочування природних комплексів. Усі ці дії суперечать природоохоронному статусу і потребують негайної реакції з боку адміністрації Карпатського національного природного парку. Значними викликами для збереження Несамовитого є також неконтрольоване відвідування водойми сотнями туристів щодня (контроль закінчується на в’їзді до нацпарку). Періодичній руйнації піддаються навіть інформаційні щити з повідомленнями про унікальність водойми — їх дерев'яні частини використовували для розведення вогню. Як заходи, здатні покращити ситуацію, можна використати ті, що поширені в інших європейських країнах: супровід груп туристів провідниками і ретельне дотримання затверджених маршрутів та часу відвідин національного природного парку.

## Несамовите у культурі
Згідно з народними повір'ями, Несамовите — місце, де робиться погода на Чорногорі. І якщо кинути в озеро камінь або скупатися в ньому, неодмінно піде дощ. Ці вірування опрацював, зокрема, Л. Захер-Мазох у новелі «Опришок», назвавши Несамовите чорним озером, морським оком:
«Місцеві люди вважали, що озера сполучені під землею з морем, і море дивиться у горах на світ ось цими очима, а під час кожного шторму на морі штормують і озерця. Мешканці гір, начебто, знаходили навіть у них уламки кораблів».

## Цікаві факти
- Формою Несамовите трохи нагадує Антарктиду.
- Деякі посібники з географії твердять, ніби Несамовите розташоване в межах Закарпатської області. Але той факт, що озеро лежить на північний схід від головного гребеня Чорногірського хребта (по якому проходить адміністративна межа між Закарпатською та Івано-Франківською областями), свідчить, що воно належить до Івано-Франківської області. Це також підтверджують сучасні карти.

## Галерея

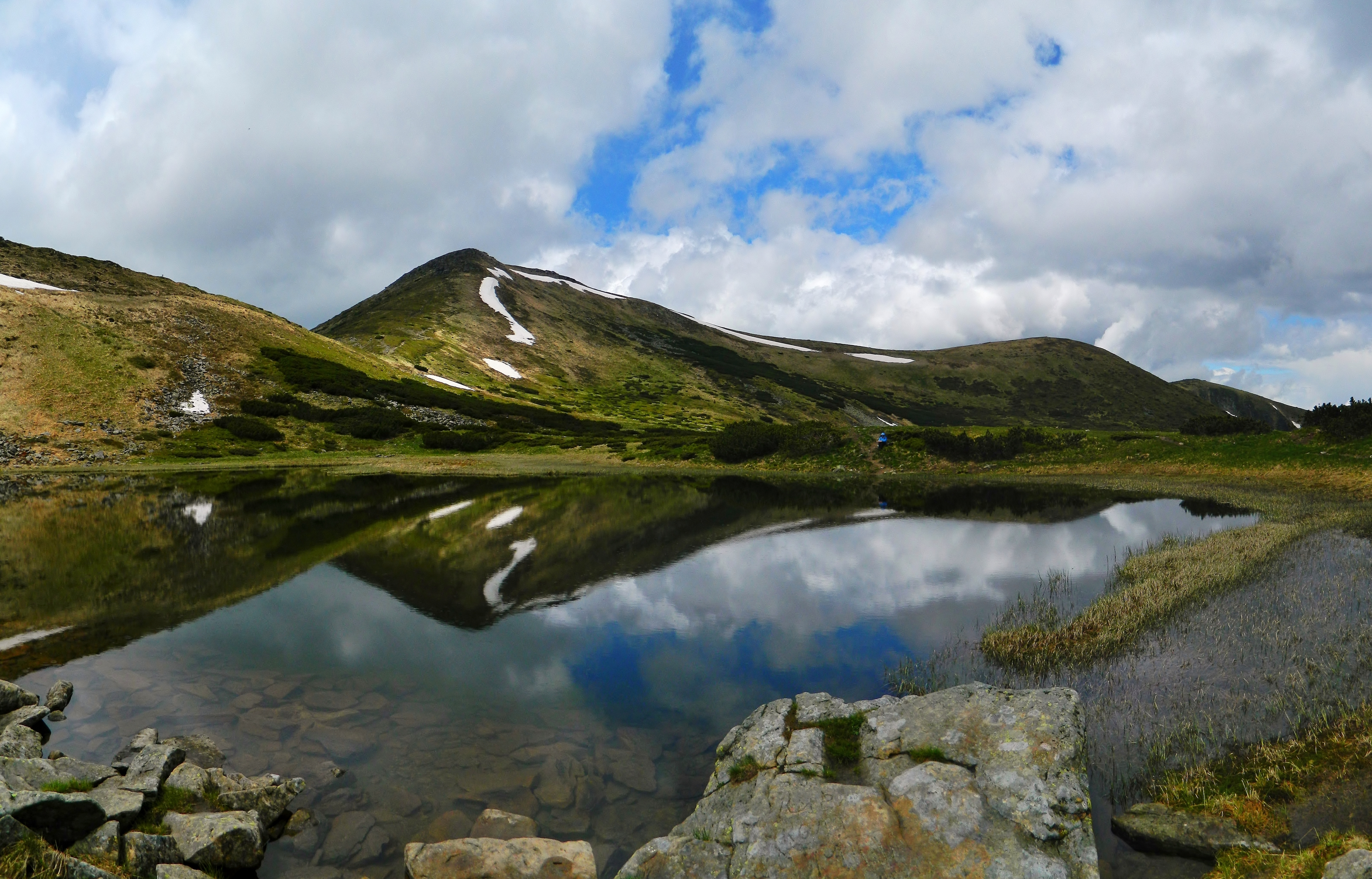
Вид з озера на гору Туркул
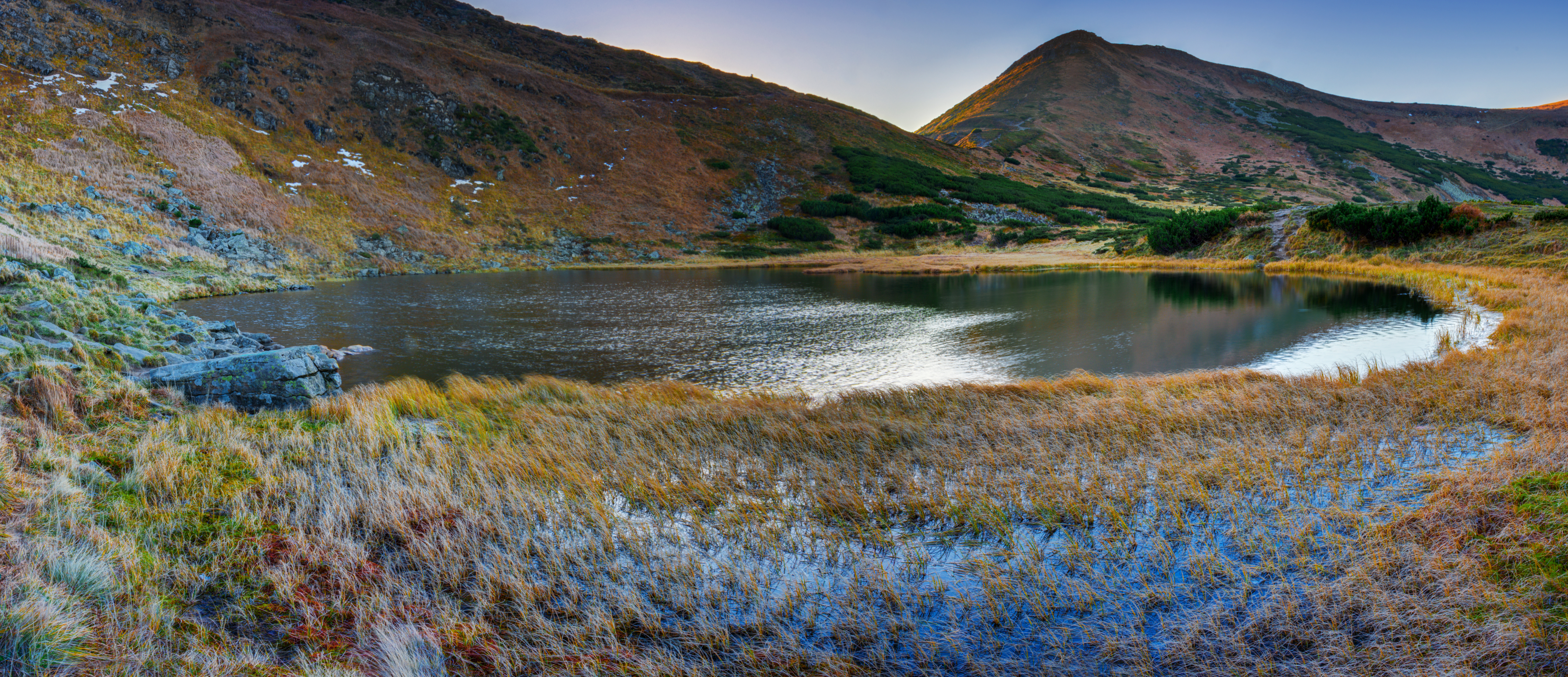
Несамовите ввечері
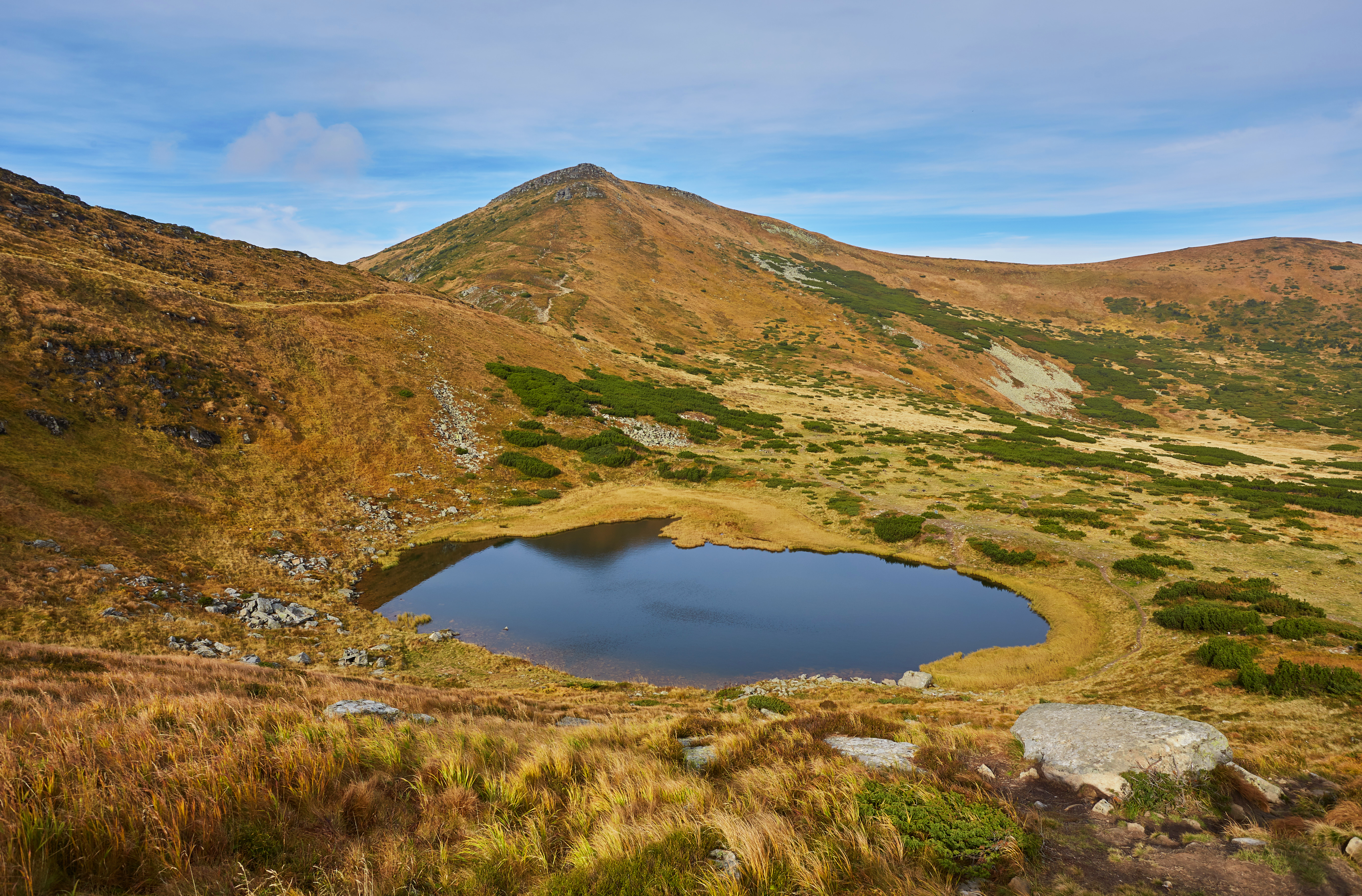
Несамовите восени
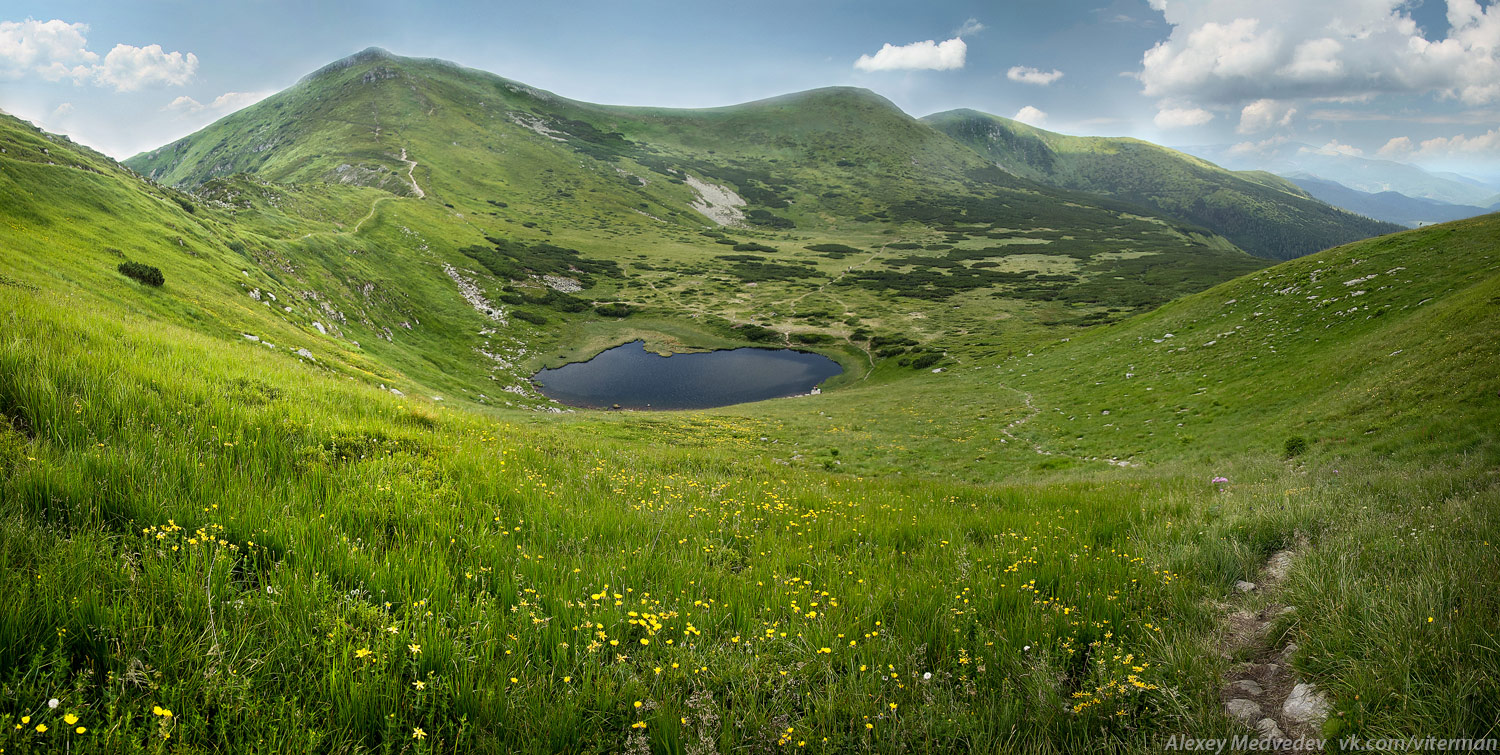
Вид на озеро з південної сторони
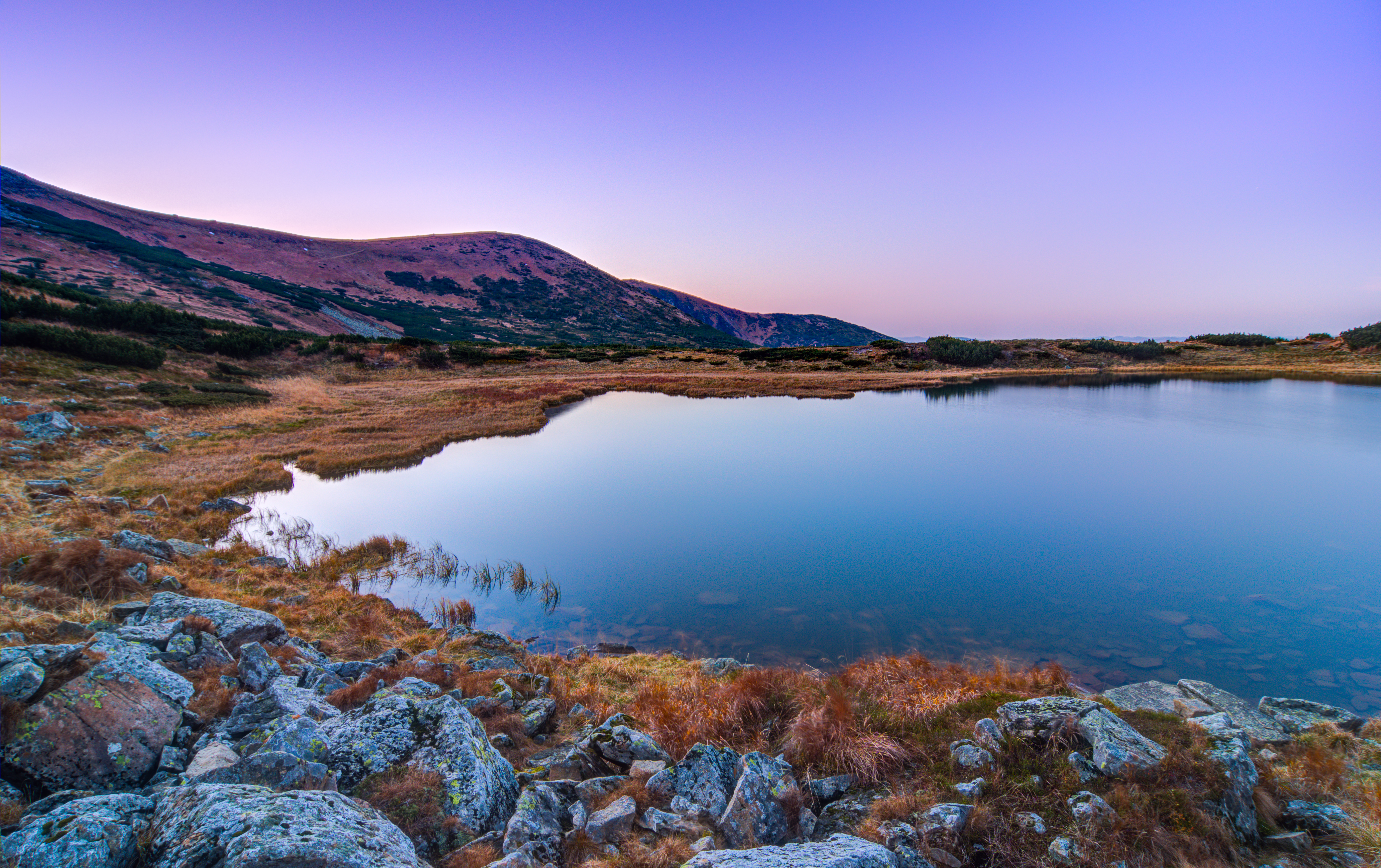
Вид з озера на північно-східні простори
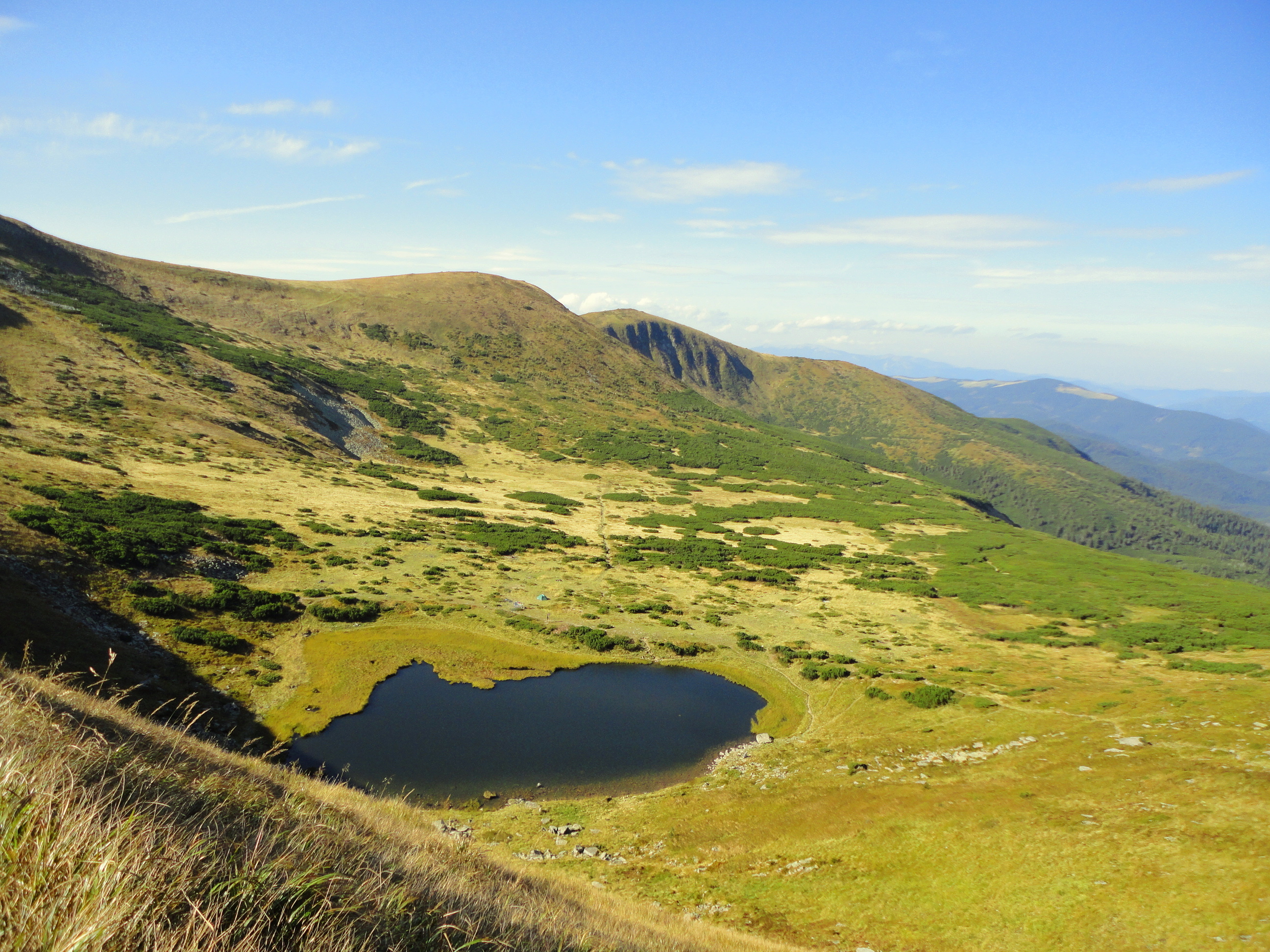
Вид на озеро з Чорногірського хребта
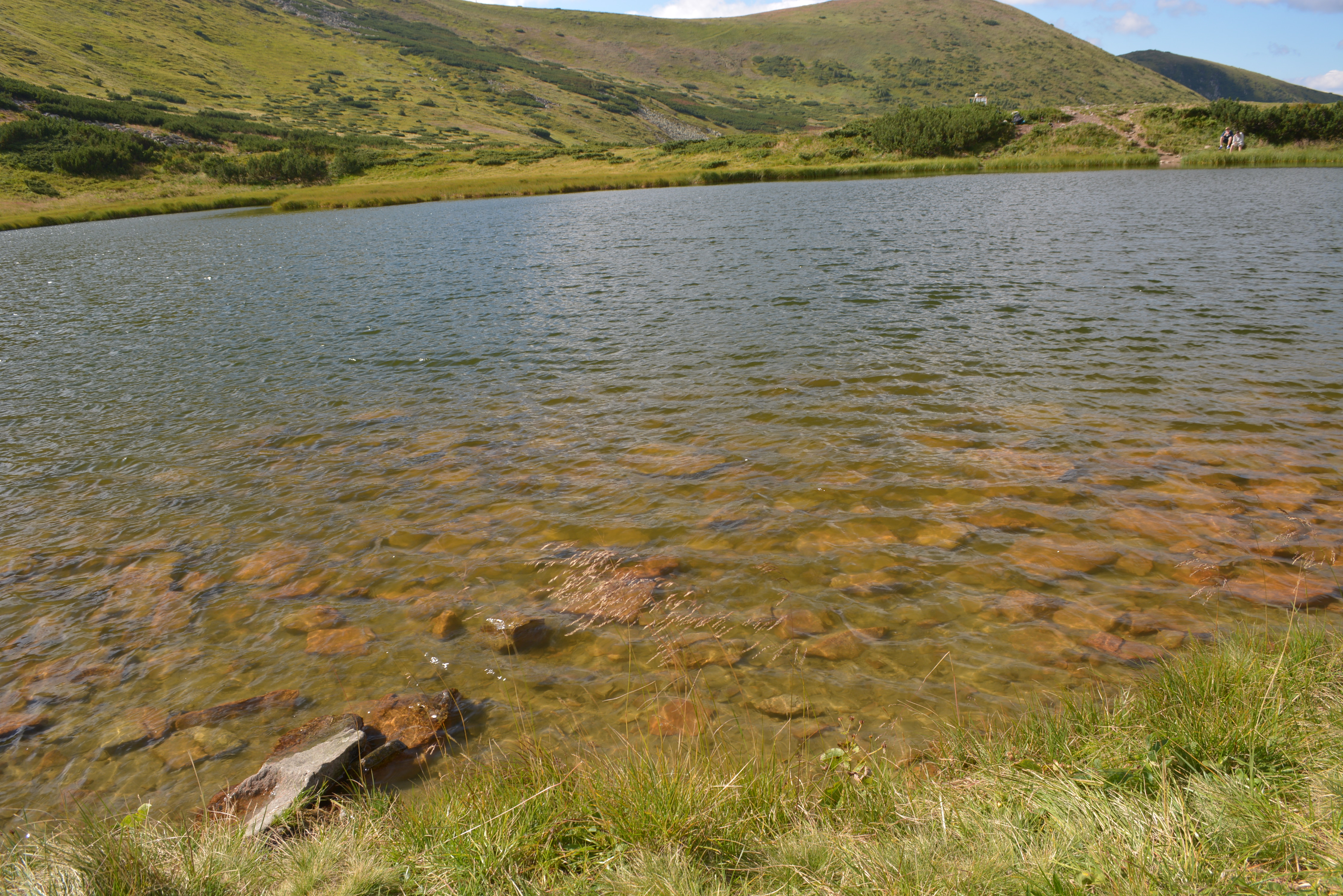
Несамовите - дно
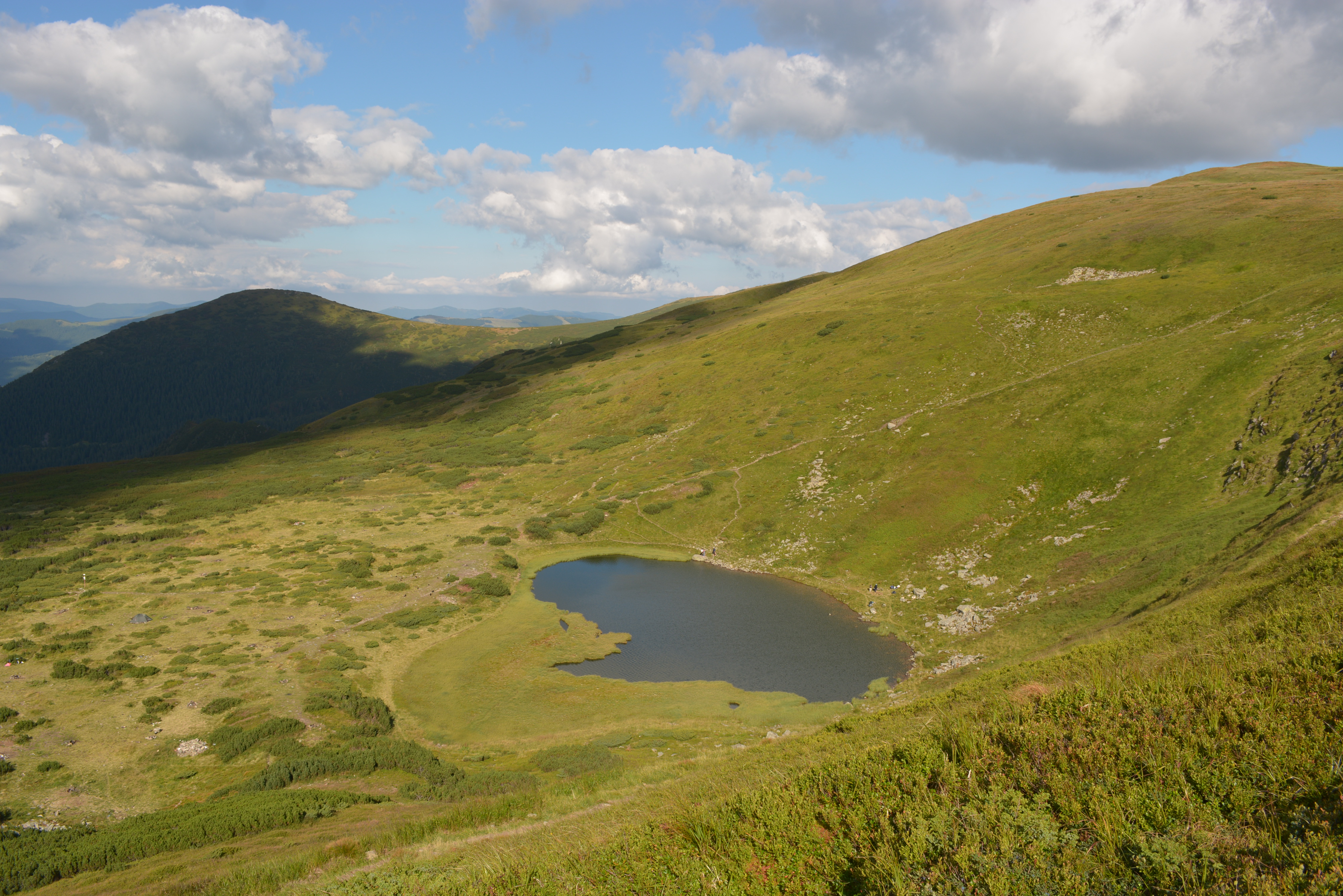
Несамовите - загальний вид з північного заходу
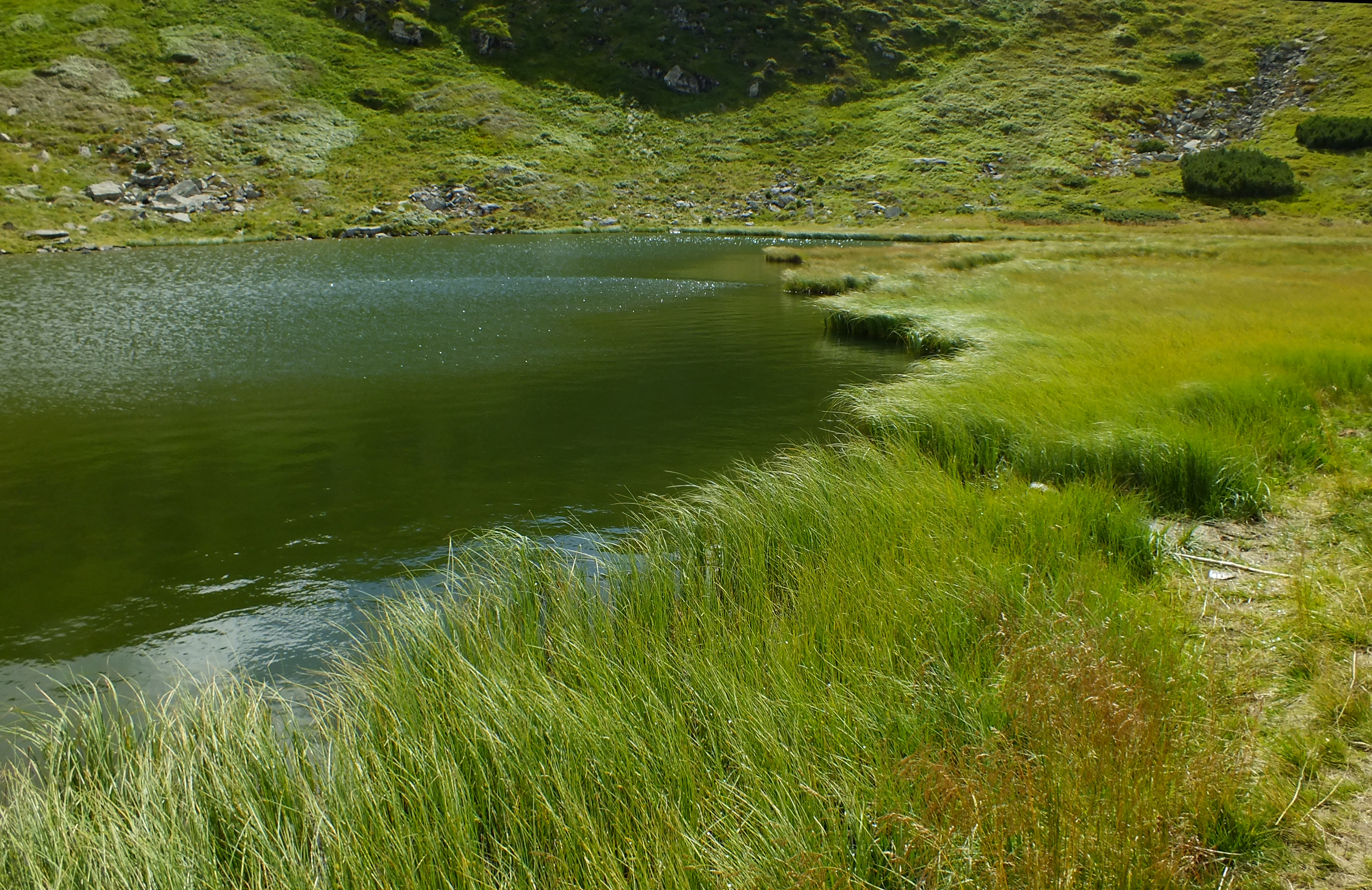
Несамовите - прибережна рослинність
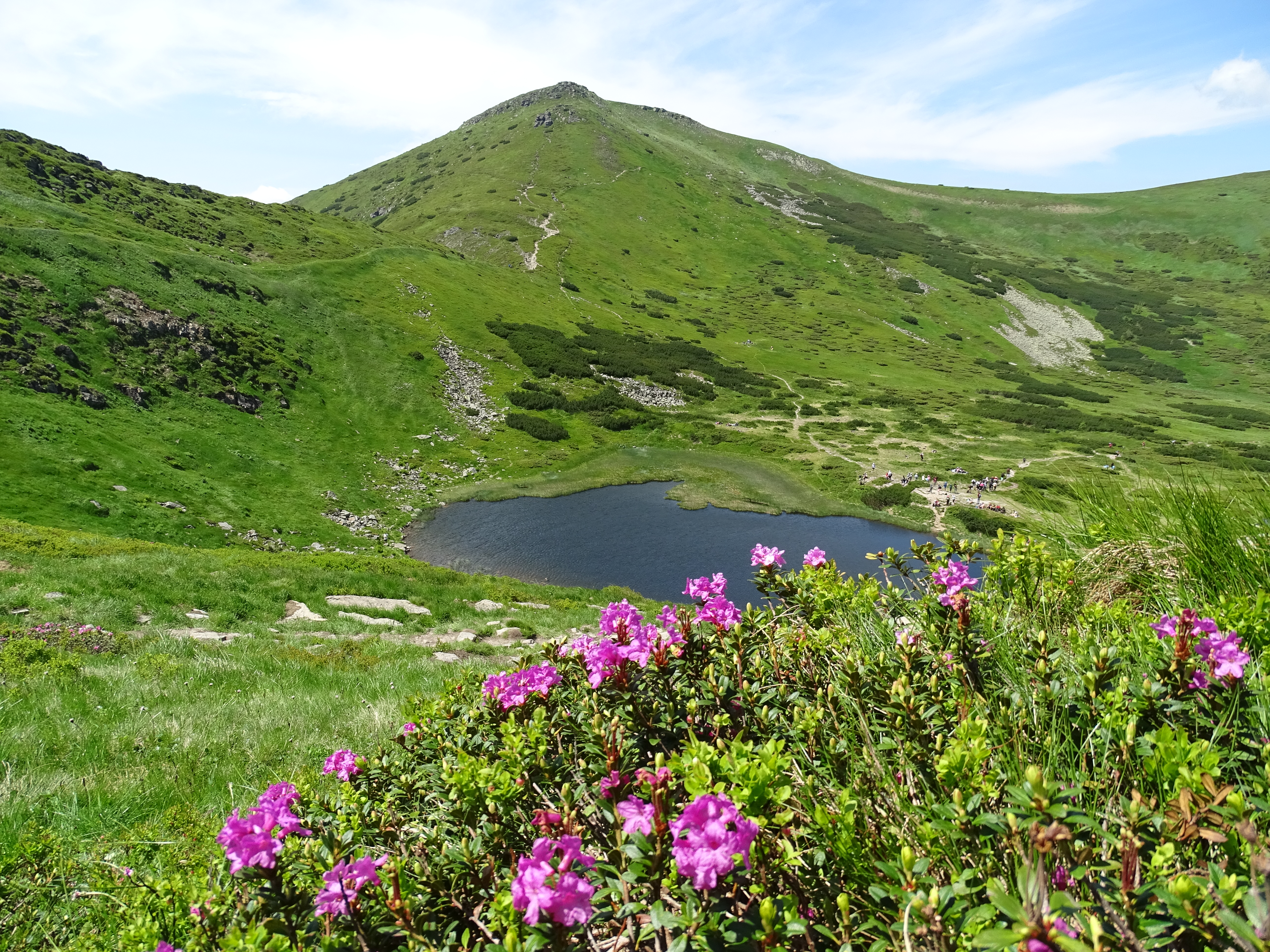
Квітує рододендрон карпатський